# ZhuZhu Pets
ZhuZhu Pets (chiamati Go Go Hamsters nel Regno Unito), è una linea di criceti giocattoli robotici, lanciati sul mercato nel 2009. Il nome deriva dal cinese 猪猪 zhū zhū, che vuol dire "piccolo maiale". Ispirata ai giocattoli è stata prodotta una serie animata, The Zhu Zhu Pets, in onda sul canale Disney Channel negli USA e sul canale Frisbee in Italia.

## Storia
La linea è stata creata da Russ Hornsby per la sua azienda, la Cepia LLC.  L'azienda impiega soltanto sedici dipendenti negli Stati Uniti e trenta in Cina.
Il notevole successo commerciale del prodotto ha fatto sì che in pochissimo tempo alcuni esemplari, lanciati sul mercato al prezzo di 9,99 dollari, abbiano raggiunto quotazioni di oltre 40 dollari su ebay ed Amazon.com. La produzione iniziale della Cepia LLC è stata costretta a passare dalla produzione da 70.000 a 120.000 pezzi al giorno per soddisfare la richiesta.

## Descrizione
La linea viene messa in commercio con nove differenti personaggi, chiamati Patches, Chunk, PipSqueak, Mr. Squiggles, Num Nums, Scoodles, Jilly, Nugget e Winkie e una serie di accessori. I "criceti robot" sono dotati di una intelligenza artificiale che li rende in grado di interagire fra loro, esplorare l'ambiente circostante ed emettere una quarantina di suoni differenti. Successivamente, oltre alla serie classica, venne ideata e prodotta una nuova serie di giocattoli ispirati ai cani e ai conigli.